# Benito Salas Vargas
Benito Salas Vargas (1770-18 de septiembre de 1816) fue un líder militar y social en la guerra de Independencia de Colombia (entonces conocida como Nueva Granada) desde 1810 hasta 1816. En 1811 se unió a las fuerzas del brigadier José Díaz comandante del Batallón provincial de Neiva, como parte del ejército de las Provincias Unidas de Nueva Granada al mando del general Antonio Baraya. Regresó a Neiva el 16 de febrero de 1812 para firmar el reconocimiento de la Constitución que el Colegio Electoral acababa de sancionar. El 8 de diciembre de 1812, en Timaná, juró el reconocimiento al Congreso de las Provincias Unidas donde ejerció de magistrado de la Sala del Despacho del Alto Tribunal de Justicia de Neiva, en asocio de los otros dos magistrados, José Manuel de Silva y Miguel Antonio Cuenca. Luego se incorporó bajo el mando de Antonio Nariño a su paso por Neiva con las tropas de la Provincia de Neiva en la Campaña del Sur; y posteriormente al mando de José María Cabal en la Batalla del río Palo. El 29 de junio de 1816, luchó en la batalla de la Cuchilla del Tambo, donde las tropas patriotas fueron derrotados por los realistas al mando de Juan de Sámano pero escapo con los restos del ejército patriota. El 10 de julio de 1816 se da la Batalla de La Plata donde Salas fue hecho prisionero.
En septiembre de 1816, por orden del Tribunal de Purificación, Salas fue ejecutado en la plaza principal de Neiva, donde sus manos y cabeza fueron exhibidos. Su cabeza fue enterrada en el terreno que más tarde se convertiría en Hacienda La Manguita. En 1936, el gobierno colombiano inauguró el aeropuerto de Neiva en la hacienda, y le cambió el nombre en 1986 como el aeropuerto Benito Salas, en su honor.